# Jasmine Jae
Jasmine Jae (Birmingham, Inglaterra; 31 de agosto de 1981) es el nombre artístico de una actriz pornográfica británica.

## Biografía
Jasmine Jae nació en agosto de 1981 en la ciudad inglesa de Birmingham, situada en la región de West Midlands. Fue a la Universidad y trabajó en una tienda de ropa durante su etapa universitaria. Entró en la industria pornográfica en 2012, a los 29 años de edad, después de conocer en una fiesta al actor porno Keiran Lee, quien la invitó a probar suerte de la mano de Brazzers, productora con la que él tenía un contrato.
Como actriz ha trabajado para productoras como Brazzers, Evil Angel, Zero Tolerance, Private, Digital Sin, 21Sextury, Jules Jordan Video, Elegant Angel, Girlsway, Harmony Films, Girlfriends Films o New Sensations, entre otras.
Sobre su nombre artístico, no determina de dónde procede el Jae, pero la actriz sí asegura que Jasmine viene por la princesa Disney protagonista de la película Aladdín de 1992.
Jae destaca que dos de sus mejores papeles, tanto por sus diálogos como por las escenas de sexo, los protagonizó como Lady Grabem en la parodia Down on Abby y como Miss Scarlet en Murder Most Horny.
Está casada con el productor y también actor pornográfico Ryan Ryder.
Desde 2014 ha recibido diversas nominaciones en los Premios AVN a Artista femenina extranjera del año y a la Mejor escena de sexo en producción extranjera por trabajos como 19th Birthday Present: the Greatest Orgy, City of Vices o League of Frankenstein
En 2017 se alzó con el Premio XBIZ a la Mejor escena de sexo en película parodia por Storm of Kings.
En 2018 ganó el Premio AVN en la categoría de Artista femenina extranjera del año.
En 2020 debutó como directora con la producción Jasmine Jae's Villa of Kink, para el estudio Harmony Films.
Algunas películas de su filmografía son Alone Time 2, Anal Craving MILFs, British Maids, Car Wash, Evil Anal 23, Girls With Guns, Jasmine Jae Gets Her Way, Lesbian Fanatic 2, My Stepsister Is A Smoking Hot MILF 3, Pleasures Edge Fifty Shades Of Erotica, Shower Babes o Taste.
Ha rodado más de 900 películas como actriz.

## Premios y nominaciones
| Año  | Ceremonia           | Resultado | Premio                                                       | Trabajo                                  |
| ---- | ------------------- | --------- | ------------------------------------------------------------ | ---------------------------------------- |
| 2014 | Premios AVN         | Nominada  | Artista femenina extranjera del año                          | —                                        |
| 2014 | Premios AVN         | Nominada  | Mejor escena de sexo en producción extranjera                | 19th Birthday Present: the Greatest Orgy |
| 2015 | Premios AVN         | Nominada  | Artista femenina extranjera del año                          | —                                        |
| 2015 | Premios AVN         | Nominada  | Mejor escena de sexo en producción extranjera                | City of Vices                            |
| 2015 | Premios XBIZ        | Nominada  | Artista femenina extranjera del año                          | —                                        |
| 2016 | Premios AVN         | Nominada  | Artista femenina extranjera del año                          | —                                        |
| 2016 | Premios AVN         | Nominada  | Mejor escena de sexo en producción extranjera                | League of Frankenstein                   |
| 2016 | Premios AVN         | Nominada  | Premio fan: Mejores pechos                                   | —                                        |
| 2016 | Premios XBIZ        | Nominada  | Artista femenina extranjera del año                          | —                                        |
| 2017 | Premios AVN         | Nominada  | Artista femenina extranjera del año                          | —                                        |
| 2017 | Premios AVN         | Nominada  | Mejor escena de sexo en producción extranjera                | Made to Tit Fuck 2                       |
| 2017 | Premios AVN         | Nominada  | Mejor escena de sexo en realidad virtual                     | Valentine’s Day Surprise                 |
| 2017 | Premios AVN         | Nominada  | Premio fan: Mejores pechos                                   | —                                        |
| 2017 | Premios XBIZ        | Nominada  | Artista femenina extranjera del año                          | —                                        |
| 2017 | Premios XBIZ        | Ganadora  | Mejor escena de sexo en película parodia                     | Storm of Kings                           |
| 2018 | Premios AVN         | Ganadora  | Artista femenina extranjera del año                          | —                                        |
| 2018 | Premios AVN         | Nominada  | Mejor escena de sexo lésbico en grupo                        | Women Seeking Women 140                  |
| 2018 | Premios AVN         | Nominada  | Mejor escena escandalosa de sexo                             | Jasmine Jae No Holes Barred              |
| 2018 | Premios AVN         | Nominada  | Premio fan: Estrella mediática                               | —                                        |
| 2018 | Premios XBIZ        | Nominada  | Artista femenina extranjera del año                          | —                                        |
| 2019 | Premios AVN         | Nominada  | Artista femenina extranjera del año                          | —                                        |
| 2019 | Premios AVN         | Nominada  | Mejor escena de sexo de chico/chica en producción extranjera | Fly Girls: Final Payload                 |
| 2019 | Premios AVN         | Nominada  | Premio fan: MILF más caliente                                | —                                        |
| 2019 | Premios XBIZ        | Nominada  | Mejor escena de sexo en película parodia                     | Fly Girls: Final Payload                 |
| 2020 | Premios XBIZ Europa | Nominada  | Artista femenina del año                                     | —                                        |
| 2020 | Premios XBIZ Europa | Nominada  | Mejor escena de sexo lésbico                                 | Jasmine Jae Sex Addict                   |
| 2021 | Premios AVN         | Nominada  | Artista femenina extranjera del año                          | —                                        |
| 2021 | Premios AVN         | Nominada  | Mejor escena de gangbang                                     | Jasmine Jae Sex Addict                   |
| 2021 | Premios AVN         | Nominada  | Mejor escena de sexo anal en producción extranjera           | Jasmine Jae Sex Addict                   |